# Brunhilda
Brunhilda (лат.) — род птиц семейства вьюрковых ткачиков (Estrildidae). Распространены в Африке. 

## Таксономия
Род введён в 1862 году немецким ботаником-систематиком и зоологом Людвигом Райхенбахом (нем. Heinrich Gottlieb Ludwig Reichenbach, 1793—1879) для чернощёкого астрильда. Родовое название от Brunhild (Брюнхильда — воинственная героиня германских и скандинавских легенд).
Ранее род рассматривался в качестве синонима рода Estrilda. Род Brunhilda был восстановлен в 2020 году на основании молекулярных филогенетических исследований.

## Биология
Зерноядные птицы, которые питаются в основном семенами трав. Также в рацион входят ягоды, цветы (в основном акации), фрукты и изредка насекомые.

## Виды
В состав рода включают два вида:
| Изображение | Русское название    | Научное название       | Распространение                                                                             |
| ----------- | ------------------- | ---------------------- | ------------------------------------------------------------------------------------------- |
|             | Алогрудый астрильд  | Brunhilda charmosyna   | Эфиопия, Кения, Сомали, Южный Судан и Танзания                                              |
|             | Чернощёкий астрильд | Brunhilda erythronotos | Ангола, Ботсвана, Кения, Намибия, Руанда, Южная Африка, Танзания, Уганда, Замбия и Зимбабве |